# HOTZIPANG
HOTZIPANG（ホットジパング、株式会社HOT ZIPANG）は、東京都目黒区上目黒の制作プロダクション。

## 主な作品
コマーシャル
CHANEL’s GABRIELLE bag animated film with Cara Delevingne (2017)
「LUMINE CARD10%OFF」キャンペーンCM, グラフィックデザイン (2016)
テレビアニメ
アフリカのサラリーマン （テレビアニメ）(2019)
ミュージックビデオ
YUKI 『好きってなんだろう･･･涙』 (2015)
MIYAVI 『Fire Bird』(2016)
ゲスの極み乙女。「シアワセ林檎」- 美術デザイン・イラストレーション（2017）
Sano ibuki「Jewelry」(2019)
映画
映画「ちはやふるー結びー」（アニメーション）

## 所属監督/アーティスト
- シシヤマザキ[3]
- 畳谷哲也[4]